# 미국 도서관 협회

로고

미국 도서관 협회(영어: American Library Association 아메리칸 라이브러리 어소시에이션[*], ALA)는 미국에 본사를 둔, 도서관과 도서관 교육을 국제적으로 진흥하는 단체이고 구성원은 64,600명에 달하며 세계에서 가장 오래된 최대의 도서관 협회이다.1876년, 펜실베이니아주 필라델피아에서 설립되어 1879년에는 매사추세츠 주에서 공적인 인가를 얻었다. 본부는 현재 일리노이주 시카고에 소재한다. 2002년 이후, 키스 마이클 필스 (Keith Michael Fiels)가 이사장을 맡고있다.
ALA는 구성원에 대해 개인 및 단체에 어떤 특별한 제한을 두고 있지 않고, 누구나 참여할 수 있지만, 대부분의 회원은 도서관 또는 사서이다. ALA는 선출된 위원회 및 이사회에 의해 운영되고있다. 운영 이념 및 프로그램은 많은 위원회와 합의에 의한 승인을 받고 있다.
구성원은 연구 및 교육을 위한 도서관이나 공공 도서관, 도서관 행정 등 11개 부회 (divisions)의 하나 또는 복수에 속할 수 있다. 또한, 17개 소위원회 (round tables) 중 하나에 참여할 수 있다. 이것은 부회보다 더 특화한 관심과 화제를 취급하기 위한 것이다. ALA는 미국에 분포하는 지역, 주 지부 또는 학생 지부와 연계하고있다. 또한 컨퍼런스를 개최하고, 도서관의 수준 향상 활동에 참여하고 많은 서적과 정기 간행물을 발간하고있다. 또한 매년 많은 서적과 미디어에 대한 상을 수여하고있다.
잡지 아메리칸 라이브러리스 및 북리스트를 간행하고있다.